# Montes (Alcobaça)
Pour les articles homonymes, voir Montes.
Montes est une freguesia portugaise située dans le District de Leiria.
Avec une superficie de 6,09 km2 et une population de 699 habitants (2001), la paroisse possède une densité de 114,8 hab/km2.